# 漫客網
漫客网，是知音传媒成立的网站。是动漫资讯平台。属于知音传媒旗下，由“纸”转“网”。前身是漫画杂志《知音漫客》。但由于是杂志出身，所以主要投入在线发行漫画上。